# École centrale de Lyon
École centrale de Lyon (Centrale Lyon, EC Lyon) là một trong những trường đại học danh tiếng và chọn lọc nhất, được biết đến với cái tên grandes écoles. Ông là thành viên của TIME (Top International Managers in Engineering). Nó chủ yếu được biết đến với việc đào tạo các kỹ sư, mà sinh viên và cựu sinh viên được gọi là "centraliens".

## Sinh viên tốt nghiệp nổi tiếng
- Khuang Aphaiwong, đã ba lần làm Thủ tướng Thái Lan: từ tháng 8 năm 1944 đến năm 1945, từ tháng 1 đến tháng 5 năm 1946, và từ tháng năm 1947 đến tháng 4 năm 1948
- Bùi Văn Ga, một chính khách Việt Nam